# Исаков, Виктор Фёдорович
Виктор Фёдорович Исаков (род. 12 декабря 1932) — советский и российский дипломат, кандидат исторических наук. Чрезвычайный и полномочный посол.

## Биография
В 1956 году окончил МГИМО МИД СССР.
В 1956—1960, 1963—1967 и 1971—1977 годах — сотрудник Посольства СССР в США.
В 1977—1978 годах — заведующий сектором Отдела США МИД СССР.
В 1978—1983 годах — заместитель заведующего отделом США МИД СССР.
В 1983—1986 годах — советник-посланник Посольства СССР в США.
С 5 сентября 1986 по 26 августа 1988 года — чрезвычайный и полномочный посол СССР в Федеративной Республике Бразилии.
С 26 августа 1988 по 15 июля 1991 года — чрезвычайный и полномочный посол СССР в Республике Индия.
С февраля 1992 по сентябрь 1996 года — посол по особым поручениям МИД РФ; был руководителем Государственной делегации РФ на переговорах с Литвой.
С 20 сентября 1996 по 30 апреля 1999 года — чрезвычайный и полномочный посол Российской Федерации в Республике Мальта.
С 1999 года —  в отставке. Удостоен государственных наград.

## Дипломатический ранг
- Чрезвычайный и полномочный посол.